# 詹马里亚·布鲁尼
詹马里亚·布鲁尼（Gianmaria Bruni，1981年5月30日—），1981年5月30日—）是一位意大利赛车手。布鲁尼曾於2004赛季為米纳尔迪车队效力。他是一名GP2系列賽的冠军，並參加國際汽聯世界耐力錦標賽，以法拉利車手的身分獲得了2013年和2014年的GT车手冠军头衔。